# گیتی آجودانی
گیتی آجودانی هنرمند نوازنده پیانو ایرانی است. گیتی آجودانی با همکاری انجمن فیلارمونیک تهران بارها در تالار دانشکده هنرهای زیبا نواخته‌است. او بیش از یک‌صد رسیتال داشته‌است. گیتی آجودانی آموختهٔ کنسرواتور موسیقی بوستون، نیوانگلند، فن‌آنشولد، واشینگتن دی.سی. است. او به عنوان تک‌نواز میهمان در کنسرت‌های ارکسترهای بزرگی به رهبری افرادی همچون گونتر شولر، جان ویکنت و روبن گریگوریان شرکت داشته‌است.
آجودانی در مسابقهٔ هنرمندان جوان در آرلینگتون به مقام نخست دست یافت و نشریهٔ آمریکایی تایم اوت درباره‌اش نوشت: «او هنرمندی تند و چابک است و با چنین خصوصیاتی، شبی بی‌همتا را برای دوستداران موسیقی فراهم آورد.» همچنین پس از اجرای او در گالری کورکوران در واشینگتن، دی.سی.، که در آن موسیقی کلاسیک و محلی ایرانی نواخت، روزنامهٔ واشینگتن پست دربارهٔ او نوشت: «آجودانی در این برنامه با روح بهترین هنرمندان رمانیست اواخر قرن ۱۹ آهنگ نواخت؛ طنین آهنگ وی آنقدر قوی و زیبا بود که انسان فکر می‌کرد این موسیقی از دل روستاییان ایرانی بلند شده‌است.» پیشتر هم همین روزنامه در ۱۹۹۶ نقد مثبتی دربارهٔ گیتی آجودانی چاپ کرده‌بود.